# 杞梁
杞梁（？—前550年），為春秋时期的齐国大夫，名植，一名殖，字梁，也作杞殖、杞梁殖。在伐莒的戰爭中殉國，其妻十日後自殺。

## 生平
齊後莊公四年（前550年），他與華周都是齊後莊公的部下將領。先伐衛國、晉國，回師襲莒國。與華周率少數甲士夜出隧險，突擊至城郊。莒君以重賂約和，他拒不接受，後在激戰中被俘而死。杞梁的妻子，无名无姓，称为杞梁妻。“齐侯归，遇杞梁之妻于郊，使吊之。辞曰：‘殖之有罪，何辱命焉？若免于罪，犹有先人之敝庐在，下妾不得与郊吊。’齐侯吊诸其室。”即杞梁之妻要求齐侯在宗室正式吊唁杞梁。
後人把杞梁與杞梁妻的故事改為《孟姜女》，把杞梁改為秦朝時在長城服徭役而死的民夫，稱為「萬杞梁」、「萬杞良」、「萬啟良」、「萬喜良」，甚至是「范喜良」、「范杞良」、「范杞郎」、「范己郎」等，他的名字在各說書、戲劇與小說中，可以是「萬」、「范」、「啟」、「杞」、「喜」、「己」、「梁」、「良」、「郎」等字的任意組合。

## 杞梁與華周
齊莊公將要討伐莒，併為此設立了享受五乘爵祿的勇士職位，而只有杞梁和華周不在其內，所以他們回來就不吃飯，他們的母親説：“你活著的時候不講道義，死後也沒有名氣，即使你們是五乘之賓，誰不譏笑你？你活著的時候重道義，死後也有名氣，那麼那些車上的賓客全都在你之下。”於是就催他們吃飯，吃過飯以後才走。杞梁和華周陪莊公坐一部車子一直開到莒，莒人迎戰他們，杞梁、華周下車打鬥，三百甲士被殺傷一半，莒人説：“你們不要死戰，我同你們共有莒國。”杞梁、華周説：“離開自己國家，投降敵人，不是忠臣；離開自己的君長，接受別人賞賜，也不是正當的行為；何況在雞叫時就約好了，到中午就忘記了，是不守信的。深入敵陣，多殺敵人，是大臣的事，莒國的利益也不是我所知道的。
莊公聽説二將獨戰得勝，使人召之還他，説：“我已經知道你們的勇敢了，不必再戰，我跟你們共有齊國。”杞梁、華周説： “你帶了五乘勇士，而周梁並沒份，是小看我們的勇猛；臨敵遇難，拿利來阻止我，是污辱了我們的名聲；深入敵陣，多殺敵人，是人臣該做的事，齊國的利益，不是我們所知道的。”於是辭去使者，棄車步行直逼且於門
莒人拿炭放在地上，周梁二人不能進去，隰侯重站在一邊説：“我聽説，古時候的士人，冒險赴難，他的去就根據一個標準，來，我幫你越過炭。”隰侯重掌盾伏在炭上，兩個人踩著他的背攻進去，彼此看了一下哭起來。華周最後才停止不哭，杞梁説： “你怕死嗎？為什麼哭得這麼久？”華周説：“我哪裡是怕死的人，是他的勇氣跟我一樣，而他又比我先死，因此我感到悲哀。”
於是就前去打鬥，殺了二十七個人才死去，杞梁的妻子聽到了傷心痛哭，城角都被哭崩陷了。

## 《孟姜女》概述
《孟姜女》自春秋產生以來，在民間口頭廣為流傳，自唐朝以後，特別是魯東南地區相當流行，至今不衰。使《杞梁妻哭夫》這一美麗的愛情故事，由魯東南地區一帶向全國各地傳播開來。《孟姜女哭長城》--《杞梁妻哭夫》的傳説是在莒國故城及周邊地區民間廣為流傳的愛情故事。
現將此傳説的流傳年代和傳承情況做一簡要概述：
齊後莊公四年（公元前550年）齊國進攻莒國，齊國大將杞梁被莒俘獲殺害。杞梁妻孟姜前往哭祭
戰國時期，《孟子》中，引淳於髡的話説“華周杞梁之妻哭其夫而變了國俗”；使《左傳》中的史實“杞梁妻拒齊莊公郊外弔唁”變成了“杞梁妻哭夫”。
西漢，劉向在《列女傳》中，平添了“投淄水”的情節。杞梁妻的故事傳至漢代，哭夫、崩城、投水已成系列。
東漢，王充的《論衡》、邯鄲淳的《曹娥碑》進一步演義，説杞梁妻哭崩的是杞城，並哭崩五丈。
西晉時期，崔豹的《古今注》繼續誇大，説整個杞城“感之而頹”。杞梁妻的故事走出史實範圍，成“三分實七分虛”的文學作品。
北魏酈道元《水經注》引《琴操》內文《杞梁妻歌》，認為杞梁妻哭崩的是莒城。
唐代，詩僧貫休的詩《杞梁妻》，變得面目全非。把春秋時期的事挪到秦代，把臨淄的事搬到長城內外，把“城”嫁接到“長城”，再把“長城”直接定義為“秦長城”。杞梁妻的故事開始向“孟姜女哭長城”的傳説靠近。
宋代，《太平寰宇記》卷24載，杞梁妻哭倒的是莒城。許多話本、説唱，廣為流傳，但基本延續了唐代的説法。
明代，大修長城，招致民怨沸騰。為發洩對封建統治者的不滿，老百姓改杞梁妻為“孟姜女”，改杞梁為“萬喜梁”（或“范啟梁”等），加入千里送寒衣等情節，創造出全新的“孟姜女哭長城”傳説。
清光緒十年，在杞梁攻城殉難處（今莒城西南角，俗稱七裡門）立一石碑，上書“且於門”三個大字。
民國24年的《重修莒志》，記載了“且於門”以及《杞梁妻哭夫》的傳説故事。